# 나는 너를 천사라고 부른다
"나는 너를 천사라고 부른다"(I Call You Angel)는 한국에서 제작된 김인수 감독의 1992년 드라마 영화이다. 강리나 등이 주연으로 출연하였고 홍면유 등이 제작에 참여하였다.

## 출연

### 주연
- 강리나
- 최윤석

### 조연
- 이무정
- 박진희
- 김국현
- 민복기
- 황건
- 최민
- 염혜숙
- 안진수
- 송금식
- 오희찬
- 최성관
- 박민호
- 류성철
- 최명호
- 이원하
- 전숙
- 홍성찬
- 나갑성
- 박기택
- 정미경
- 임예심
- 윤동현
- 김기범
- 김학성
- 조태봉
- 최영래
- 민세인
- 조병옥
- 김재홍
- 최치헌
- 이지현
- 조은하
- 남경현

## 기타
- 원작자: 장사공
- 제작실장: 나현식
- 제작주임: 서호경
- 촬영부: 방수용
- 촬영부: 장재기
- 촬영부: 손병훈
- 촬영부: 인병훈
- 촬영부: 최권희
- 조명: 조길수
- 조명부: 정민재
- 조명부: 김영대
- 조명부: 최석재
- 조명부: 배성철
- 스틸: 윤동실
- 조연출: 윤인호
- 조연출: 서민영
- 조연출: 변주현
- 조연출: 장규성
- 조연출: 이승철
- 조연출: 김윤선
- 녹음: 강대성
- 주제가: 김수희
- 특수효과: 김철석
- 현상: 세방현상소